# Beatus ille, qui procul negotiis
Beatus ille, qui procul negotiis (в переводе с лат. — «блажен тот, кто вдали от дел») — слова Горация о душевном покое, путь к которому — быть довольным своей участью, не гоняясь за бо́льшим: не ища популярности и знатных покровителей, не пытаясь разбогатеть в военных походах, не возя за моря товары:

Блажен лишь тот, кто, суеты, не ведая,

Как первобытный род людской, 

Наследье дедов пашет на волах своих, 

Чуждая всякой алчности, 

Не пробуждаясь от сигналов воинских, 

Не опасаясь бурь морских, 

Забыв и форум, и пороги гордые 

Сограждан, власть имеющих 

— пер. А. Семёнова-Тянь-Шанского. Вергилий. Буколики. Георгики. Энеида. Гораций. Оды. Эподы. Сатиры. Послания. Наука поэзии // Антология. — М.: АСТ, 2005. — С. 912. — ISBN 5-94643-118-8.